# Jesiel
Jesiel Cardoso Miranda (San Paolo, 5 marzo 1994) è un calciatore brasiliano, difensore del Kawasaki Frontale.

## Caratteristiche tecniche
È un difensore centrale.

## Carriera
Cresciuto nel settore giovanile dell'Atlético Mineiro, ha esordito in prima squadra il 7 febbraio 2016 in occasione del match di Copa Sul-Minas-Rio perso 2-1 contro il Figueirense.

## Statistiche

### Presenze e reti nei club
Statistiche aggiornate al 12 dicembre 2023.
| Stagione                 | Club                     | Campionato               | Campionato | Campionato | Coppe nazionali | Coppe nazionali | Coppe nazionali | Coppe continentali | Coppe continentali | Coppe continentali | Altre coppe | Altre coppe | Altre coppe | Totale | Totale |
| Stagione                 | Club                     | Comp                     | Pres       | Reti       | Comp            | Pres            | Reti            | Comp               | Pres               | Reti               | Comp        | Pres        | Reti        | Pres   | Reti   |
| ------------------------ | ------------------------ | ------------------------ | ---------- | ---------- | --------------- | --------------- | --------------- | ------------------ | ------------------ | ------------------ | ----------- | ----------- | ----------- | ------ | ------ |
| 2015                     | Atlético Mineiro         | M1/MG+A                  | 0          | 0          | CB              | 0               | 0               | CL                 | 0                  | 0                  | -           | -           | -           | 0      | 0      |
| gen.-feb. 2016           | Atlético Mineiro         | M1/MG+A                  | 0          | 0          | -               | -               | -               | CL                 | 0                  | 0                  | PL          | 1           | 0           | 1      | 0      |
| mar.-giu. 2016           | Bragantino               | A2/SP+B                  | 8+5        | 0          | CB              | 0               | 0               | -                  | -                  | -                  | -           | -           | -           | 13     | 0      |
| giu.-dic. 2016           | Atlético Mineiro         | A                        | 2          | 0          | CB              | 0               | 0               | -                  | -                  | -                  | -           | -           | -           | 2      | 0      |
| 2017                     | Atlético Mineiro         | M1/MG+A                  | 1+1        | 0          | CB              | 0               | 0               | CL                 | 0                  | 0                  | PL          | 1           | 0           | 3      | 0      |
| Totale Atletico Mineiro  | Totale Atletico Mineiro  | Totale Atletico Mineiro  | 1+3        | 0          |                 | -               | -               |                    | -                  | -                  |             | 2           | 0           | 6      | 0      |
| gen.-mar. 2018           | Mirassol                 | A1/SP+D                  | 10+0       | 1+0        | -               | -               | -               | -                  | -                  | -                  | -           | -           | -           | 10     | 1      |
| apr.-dic. 2018           | Paraná                   | A                        | 18         | 0          | -               | -               | -               | -                  | -                  | -                  | -           | -           | -           | 18     | 0      |
| 2019                     | Kawasaki Frontale        | J1                       | 15         | 0          | CG+CdL          | 1+0             | 0               | ACL                | 0                  | 0                  | SG          | 0           | 0           | 16     | 0      |
| 2020                     | Kawasaki Frontale        | J1                       | 29         | 3          | CG+CdL          | 2+5             | 0               | -                  | -                  | -                  | -           | -           | -           | 36     | 3      |
| 2021                     | Kawasaki Frontale        | J1                       | 33         | 2          | CG+CdL          | 3+2             | 0               | ACL                | 4                  | 0                  | SG          | 1           | 0           | 43     | 2      |
| 2022                     | Kawasaki Frontale        | J1                       | 12         | 1          | CG+CdL          | 0+2             | 0               | ACL                | 0                  | 0                  | SG          | 0           | 0           | 14     | 1      |
| 2023                     | Kawasaki Frontale        | J1                       | 5          | 0          | CG+CdL          | 1+0             | 0               | ACL                | 3                  | 0                  | -           | -           | -           | 9      | 0      |
| Totale Kawasaki Frontale | Totale Kawasaki Frontale | Totale Kawasaki Frontale | 94         | 6          |                 | 16              | 0               |                    | 7                  | 0                  |             | 1           | 0           | 118    | 6      |
| Totale carriera          | Totale carriera          | Totale carriera          | 139        | 7          |                 | 16              | 0               |                    | 7                  | 0                  |             | 3           | 0           | 165    | 7      |

## Palmarès

### Club

#### Competizioni statali
- Campionato Mineiro: 2

Atlético Mineiro: 2015, 2017

#### Competizioni nazionali
- Supercoppa del Giappone: 3

Kawasaki Frontale: 2019, 2021, 2024
- Coppa J. League: 1

Kawasaki Frontale: 2019
- Campionato giapponese: 2

Kawasaki Frontale: 2020, 2021
- Coppa dell'Imperatore: 2

Kawasaki Frontale: 2020, 2023

### Individuale
- Squadra del campionato giapponese: 2

2020, 2021